# Colroy-la-Roche
Colroy-la-Roche è un comune francese di 486 abitanti situato nel dipartimento del Basso Reno nella regione del Grand Est.

## Società

### Evoluzione demografica
Abitanti censiti